# エンカルタ
エンカルタ（Encarta）は、マイクロソフトが1993年から2009年まで製作・販売していた電子百科事典。日本では、1997年に「マイクロソフト エンカルタ 97」として発売したのが最初で、以後毎年改訂版を発売していた。形態にはソフトウェア版と、オンライン版の二種類がある。ソフトウェア版は「マイクロソフトエンカルタ総合大百科」で、そしてオンライン版は「MSNエンカルタ百科事典」という商標。2006年度版より、個別企業名が項目から外された。
2009年3月31日、マイクロソフトは同製品に関連する全ての商品の打ち切りを発表した。6月でソフトウェア版の販売を終了し、10月31日に各国版での「MSNエンカルタ」のサービスを終了する。なお、日本のみ12月31日の終了となっており、いずれもテクニカルサポートは3年間継続されるとしていたが、日本でのエンカルタ総合大百科2009のサポート終了日は2012年1月10日。

## ソフトウェア版
Microsoft エンカルタ 総合大百科は、CD-ROMまたはDVD-ROMで提供していたエンカルタ百科事典のソフトウェア版。
コンピューターの特性を生かし、画像・音声・映像（動画）を組み合わせ、World Wide Webと同様の操作感覚で閲覧・検索できるのを特徴とする。
進研ゼミ会員用に配布された「Microsoft エンカルタ 総合大百科 進研ゼミ特別版」が存在し、通常版と比べて収録項目数や機能が限定されている。

## オンライン版
MSNエンカルタ百科事典は、同社のオンラインサービスであるMSNを通じて提供していたエンカルタ百科事典のオンライン版。